# Sirguvere
Sirguvere es un pueblo del municipio de Mustvee, situado en el condado de Jõgeva, Estonia. Según el censo de 2021, tiene una población de 14 habitantes.
Está ubicado al este del condado, al sur de los condados de Ida-Viru y Lääne-Viru y al norte del condado de Tartu.